# 大聖堂広場 (ミラノ)

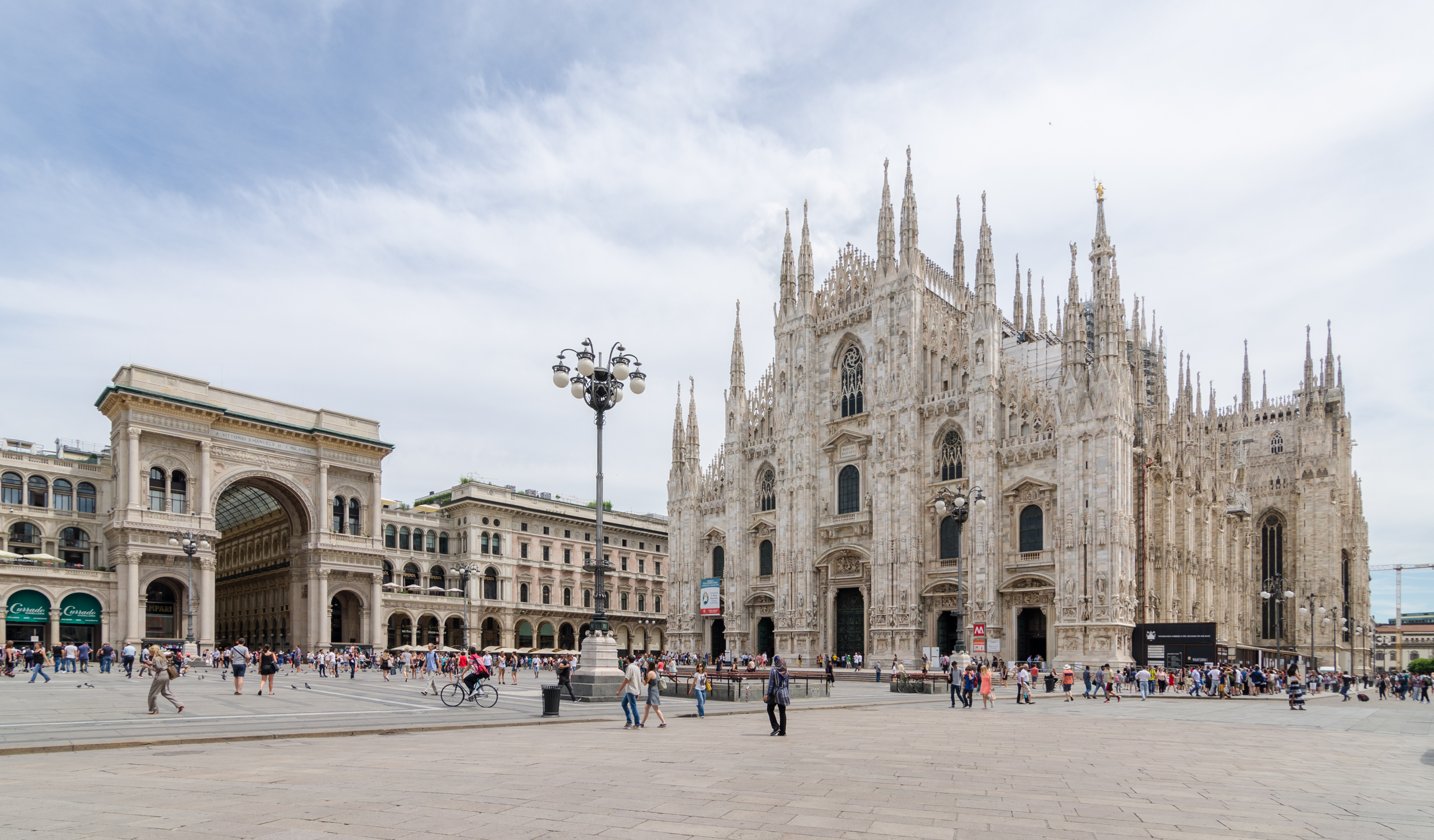
大聖堂広場と大聖堂

大聖堂広場（イタリア語: Piazza del Duomo）は、イタリアのミラノ中心にある広場。広場に面して建てられているミラノ大聖堂に因んで名付けられた。日本語でドゥオーモ広場と表記されることもある。
広場の面積は約17,000m2で、ミラノの地理的な中心であるだけでなく、文化・芸術・商業の中心でもある。広場には、街のランドマーク的建物が多数面しており、訪れる観光客も多い。広場は14世紀から形作られ始め、歴史を経るとともに現在の広さまで拡張されてきた。広場に面している大聖堂も、建設開始から完成まで6世紀ほど掛かっている。現在見られる広場のデザインは、19世紀の建築家ジュゼッペ・メンゴーニによるものである。統一されたファサードを持つ建物で広場を囲む彼のデザインから逸脱しているのは、大聖堂とミラノ王宮だけである。広場に面しているヴィットーリオ・エマヌエーレ2世のガッレリアも彼のデザインである。

## 広場に面している主要な建築物等
- ミラノ大聖堂（ミラノのドゥオーモ）
- ヴィットーリオ・エマヌエーレ2世のガッレリア
- アレンガリオ宮（Palazzo dell'Arengario）
- カルミナーティ宮（Palazzo Carminati）
- ポルティチ・セッテントリオナーリ（北柱廊）宮（Palazzo dei Portici Settentrionali）
- ポルティチ・メリディオナーリ（南柱廊）宮（Palazzo dei Portici Meridionali）
- ミラノ王宮（英語版）
- ヴィットーリオ・エマヌエーレ2世の騎馬像（Monumento a Vittorio Emanuele II）

## 現地へのアクセス
- ミラノ地下鉄 M1,M3号線 ドゥオーモ駅